# Mouzay, Indre-et-Loire
Mouzay är en kommun i departementet Indre-et-Loire i regionen Centre-Val de Loire i de centrala delarna av Frankrike. Kommunen ligger i kantonen Ligueil som tillhör arrondissementet Loches. År 2022 hade Mouzay 462 invånare.

## Befolkningsutveckling
Antalet invånare i kommunen Mouzay
Referens:INSEE